# フィドル川
フィドル川（フィドルがわ、Fiddle River）とは、北アメリカ大陸の北西部、カナダのアルバータ州に存在する、河川の1つである。同地域を流れるアサバスカ川の支流の1つであり、アサバスカ川の支流群の中では中規模の河川とされている。

## 概要
フィドル川は、フィドル峠（Fiddle Pass）付近に源流を持っている。源流部の標高は約2058mで、おおよそ北緯53度01分47秒、西経117度30分44秒付近に位置する。なお、この源流部の河川水は、主に周辺の山々

からの雪解け水によって供給されている。そこから概ね北東の方向に流れて、ジャスパー国立公園のすぐ東でアサバスカ川に合流している。この場所の標高は997mで、おおよそ北緯53度53分46秒、西経117度51分36秒に位置している。

## 名称について
この川の「フィドル（Fiddle）」という名称の由来には、2つの説が存在している。なお、このように説が2つ存在しているのは、この川の源流のフィドル峠（Fiddle Pass）やフィドル連山（Fiddle Range）に付いている「フィドル」についても同様である。まず1つ目の説は、フィドル連山に、具体的な条件は不明であるが、ある特定の条件の風が吹き抜けた時、フィドルの第4弦

の音を真似たような音を擬似的に出すから「フィドル」と付けられたという説である。そして2つ目の説は、フィドル連山の輪郭が、楽器のフィドル（ヴァイオリン）の形状と似ているから「フィドル」と付けられたという説である。いずれの説が正しいのか、または、いずれも正しくないのかは不明だが、「フィドル川（Fiddle River）」という名称は、1846年には使われていたことが知られている

。

## 周辺の施設
Miette温泉付近には、フィドル川に並行するように道路が建設されている

。